# 필리핀 요리

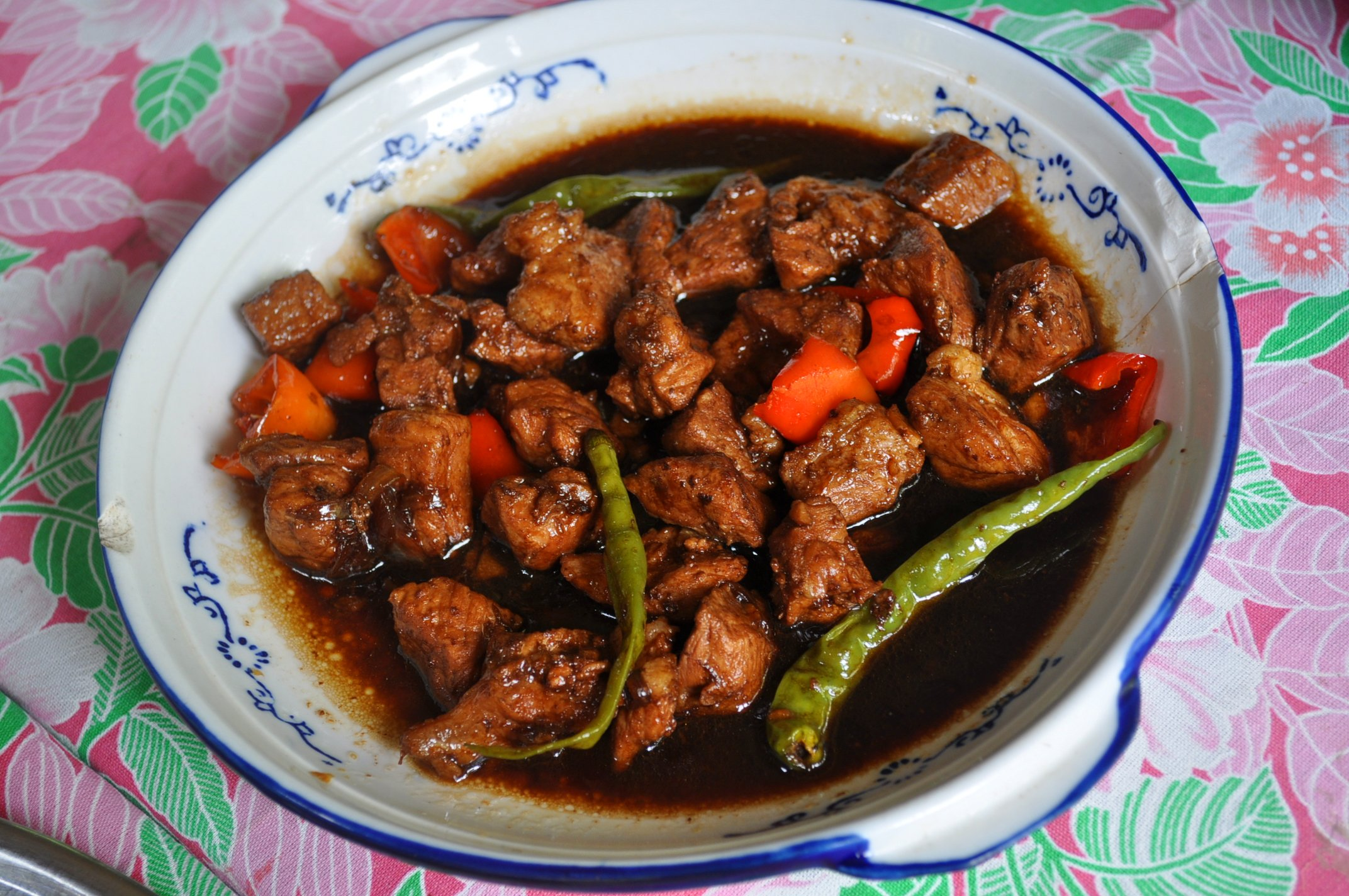
아도보

필리핀 요리(Philippine 料理, 타갈로그어: lutuing Pilipino 루투잉 필리피노, 영어: Filipino cuisine 필리피노 퀴진[*])는 해양 동남아시아에 있는 필리핀의 요리이다. 요리 방식과 음식은 필리핀 전통 요리와 더불어 인도네시아 요리, 말레이시아 요리, 중국 요리, 미국 요리, 스페인 요리 등의 영향을 받았다. 이러한 요리들이 필리핀 토착 재료를 사용해 현지 입맛에 맞게 변화해왔다.
필리핀 요리는 생선튀김이나 쌀밥 같은 간단한 요리부터 잔치요리인 파에야, 코지두 같은 음식까지 다양하다. 레촌, 아도보, 시니강, 판싯 등이 인기있는 요리다. 전문가들은 필리핀 요리가 동양과 서양이 만나는 대표적인 요리라고 일컫는다.

## 같이 보기
- 동남아시아 요리